# Người Nias
Nias là một dân tộc bản địa đảo Nias, một hòn đảo nằm ngoài khơi bờ tây Bắc Sumatra, Indonesia. Trong tiếng Nias, họ tự gọi mình là Ono Niha; nghĩa là 'con cháu loài người', còn đảo Nias mang tên Tanö Niha, trong đó Tanö nghĩa là "đất, xứ" trong tiếng Nias.
Người Nias vẫn gìn giữ nếp sống và tập quán cũng như nền văn hóa riêng. Tục lệ thường được gọi là fondrakö, gắn với mọi mặt đời sống từ lúc mới sinh ra đến khi chết. Kiến trúc từ đá tảng và những bức chạm khắc đá ở trung tâm đảo cho thấy người Nias cổ đã điêu khắc cự thạch. Hệ thống cấp bậc cũng hiện diện trong xã hội Nias, trong đó cấp cao nhất trong 12 cấp là Balugu (người trong cấp bậc này phải giàu có đến nỗi mổ được ngàn heo để đãi ngàn người).